# 鈴芽之旅
《鈴芽之旅》（日语：すずめの戸締まり）是由新海誠編劇兼執導的日本動畫電影，于2022年11月11日在日本國內上映、隔年春季在海外上映。本片為新海誠第8部動畫電影，也是他繼《你的名字。》《天氣之子》後，第三部牽涉災難題材的電影，三片合稱作新海誠的“災難三部曲”。故事講述少女岩戶鈴芽、與以關閉災難之門為使命的「關門師」宗像草太，為了關閉災難之門展開一連串的冒險旅程。影片前導標語為「門的另一端，存在著所有的時間——」（扉の向こうには、すべての時間があった——），正式海報標語為「我出發了。」（行ってきます。）
新海誠創作本片的靈感，源自工作前往日本各地期間看見人口減少綠地增加、嚴重特殊傳染性肺炎疫情期間發現原為鬧區的東京新宿變得寂靜的現象，構思電影和小說劇情時融入東日本大震災的事件。本片為新海誠首度採用公路電影形式創作的作品，故事舞台貫穿日本列島，遍及九州的宮崎縣、四國的愛媛縣、神戶、東京、東北的宮城縣及岩手縣等地。
本片發行後，成為新海誠第三部日本國內票房超過100億日圓的作品，獲得外界正面為主的評價；媒體與影評界稱讚視覺動畫、場景描寫、配樂、人物情感、直面東日本大震災的議題，評論觀點分歧主要針對主角的行動、男女主角的關係刻畫，片中描繪災難生物型體的形象、與《你的名字。》和《天气之子》相似的劇情結構則受到部分影評家詬病。電影入圍第73屆柏林影展主競賽單元、第81屆金球獎最佳動畫獎，在第46屆日本電影學院獎獲頒優秀動畫獎、最優秀音樂獎，參演該片的松村北斗贏得該屆話題演員獎。第51屆安妮獎與宮崎駿執導的並列7項獎項提名，成為日本動畫電影歷年入圍安妮獎獎項數目之最。該片還讓相關取景地成為觀光景點。

## 故事內容
岩戶鈴芽是個與阿姨環居住在九州宮崎縣港口小鎮的17歲少女，長久以來，她經常夢見兒時的自己在草原漫步、看見某個人影的夢境。2023年9月25日這天，她在騎乘自行車上學的途中，遇到了一名正在為尋找「門」而四處旅行的青年。鈴芽追隨青年來到山中廢墟，在那裡發現一扇破舊的門，並鬼使神差地向那扇門伸出了手。當她開門的瞬間，在門內看見長期出現在夢境裡、所有的時間似乎都融合在一起的天空。她還在門的附近發現一座貓型的石像，但是這尊石像被鈴芽拾起後，便化成生物逃走了。之後回到學校的鈴芽，與其他人經歷了一場地震，當她察覺山中廢墟出現只有她才能看見異常的存在時，立刻趕往廢墟，發現先前遇見的青年正努力地將被不明力量推動的「門」關上，她試圖協助青年關上那扇門，反讓青年為保護她而受傷，最終青年詠唱咒文、拿出一把特別的鑰匙將門上鎖，才正式關閉了那扇門，那股不明力量也隨即化成雨滴消失。
鈴芽帶著青年抵達自己的家裡處理傷勢，青年告訴鈴芽，他是負責將連接往生者世界「常世」的「後門」關閉、藉此防範「蚯蚓」從「後門」竄出引發災難的關門師宗像草太；所謂蚯蚓是在日本列島之下蠢动的巨大力量，没有所谓的目的和意志，只要积攒够了足够的扭曲，便會直接現身，摧枯拉朽與撼動大地，只要沒有用「要石」鎮住「後門」，蚯蚓仍會再次現身。說明後的青年向鈴芽介紹自己的名字叫草太。此時一隻小白貓現身在鈴芽的房間窗台上，鈴芽取用魚干與水餵食白貓，詢問牠是否要當她的孩子，白貓開口說話回覆喜歡鈴芽、嫌棄草太礙事後，草太的人影立刻消失，意識附身在鈴芽家裡的三腳小黃椅上，白貓則趁機逃走，迫使鈴芽為了追上白貓與變成椅子型態的草太，帶著草太的鑰匙追在兩者後方，匆促別過環與環的同事岡部稔，白貓、草太與鈴芽隨即搭上渡輪離開海港；白貓經過與椅子型態的草太的一番對峙後，便跳到別的船隻跑走了。
隔日，鈴芽和草太乘船抵達四國愛媛縣西部的港口；與此同時，白貓因為其特殊外型被路人拍攝傳上社群網站、成為焦點之餘更獲得「大臣」的暱稱，使得鈴芽與草太也開始用社群網站追蹤大臣的行蹤。在愛媛，鈴芽與草太在當地的蜜柑果園遇見與鈴芽同齡的女高中生海部千果，當他們察覺大山區域浮現暗紅色煙霧的時候，千果騎乘機車載著兩者趕往該地區，鈴芽與草太順著暗紅色煙霧的方向往大山深處走去，發現一所廢棄學校的門口正湧出蚯蚓的力量，有鑑於變成椅子型態的草太行動受限，鈴芽遂取用草太的鑰匙，依照草太的指示關上了後門。當晚千果和她的家人讓鈴芽和草太借住在家裡經營的民宿，千果透露那座廢校原本是她在初中時期就讀的母校，數年前因為發生坍崩事件，導致學校遭受廢棄、全村居民舉村遷離當地。隔天，鈴芽從電視轉播看見大臣漫步在明石海峽大橋的身影後，她與草太決定前往神戶，向千果道別，還從千果的手裡取得衣裝與用於裝著椅子（草太）的背袋。
鈴芽和草太待在公車候車亭躲雨，遇上駕車從松山市老家返回神戶途中的小酒館老闆二之宮瑠美，作為回報瑠美讓他們搭便車與提供食宿的協助，鈴芽和草太志願幫她照顧年幼的雙胞胎孩子，鈴芽甚至還協助瑠美招呼店裡的顧客。藏身店裡的大臣被發現後急忙逃出店外，鈴芽和草太追著大臣的時候，發現市郊一個封閉的遊樂園摩天輪上湧出蚯蚓的身影，鈴芽在摩天輪上耗費了一番功夫，才將後門關上，並且在事後因為與草太晚歸被瑠美說教。鈴芽在社群網站上再度發現大臣的行踪，偕同草太搭乘瑠美的汽車抵達新神戶站，與瑠美道別，搭乘新幹線前往東京，她還發現環已經透過手機通訊軟體連續發送多達55條訊息給她。
到達東京後，草太帶鈴芽前往他位於御茶之水的公寓查詢資料，草太的友人芹澤朋也也因草太這幾天的「失蹤」而前來公寓找他；這時候地震警報忽然響起，巨大的蚯蚓從公寓附近緊鄰神田川的地鐵隧道口出現。草太意識到另一顆「要石」鬆脫——要石本有兩顆，鈴芽遂帶上草太跳至全身已離開地面飛至東京上空的蚯蚓，試圖將也跳上蚯蚓的大臣重新做為「要石」，未料大臣宣稱自己已不再是「要石」，草太還發現自己有意識的時間越來越少，亦即他被變成椅子型態時便承接了「要石」的身份，鈴芽無法接受此事，但大臣告訴她地震將會產生大量的傷亡，她只好哭著將成為「要石」的草太刺向蚯蚓，從而解除地震危機。暫時鎮住蚯蚓後，鈴芽將位於皇居附近地下深處的東京後門關上，並對使草太成為「要石」的大臣發怒。鈴芽向草太住院中的祖父宗像羊朗請求協助後，決定從自己能通過的唯一一扇門進入「常世」，將草太帶回來，而那道「門」鄰近她在東北岩手縣的老家。
鈴芽返回草太的住處沐浴更衣後準備前往老家，但在御茶之水站前被芹澤攔截，兩人同時與從九州追來東京的環遭遇，加上不請自來的大臣，鈴芽一行遂由芹澤驅車前往東北。環對於鈴芽擅自離家出走頗為不滿，導致姨甥倆發生了爭執；一行在公路休息站時，環與鈴芽大吵一架，另一顆要石——黑貓「左大臣」現身在兩人與大臣面前；發覺自己對鈴芽失言的環跑去跟芹澤哭訴，芹澤只能對鈴芽一行背後的黑幕重重感到無奈。氣氛緊繃的鈴芽一行繼續上路，途中因為左大臣開口說話，一行的座車意外摔入路旁故障，環決定騎著自行車載著鈴芽、大臣和左大臣，繼續抵達因為多年前的災難，現在僅剩遺跡的鈴芽老家。
鈴芽在老家的地裡找到了一本她小時候的日記，想起了她唯一能進入的「門」的位置與災難相關的記憶，她偕同大臣和左大臣踏入「門」後的「常世」世界。進入常世後，左大臣以神力與企圖竄入現世的蚯蚓打鬥，鈴芽則找到被刺入蚯蚓的椅子型態的草太，並在大臣的協助下將他拉出來，令草太得以恢復人形的模樣。草太與鈴芽攜手合作，在左大臣的幫忙下，兩人將再度化身成「要石」的大臣和左大臣，用於重新鎮住蚯蚓。事成之後，鈴芽在常世的另一端看見了兒時的自己，將三腳小黃椅交給她，才意會多年來她在夢境看見的身影，正是長大後的自己。鈴芽向兒時的自己打過招呼，勉勵後者好好長大，便跟著草太離開常世返回現實世界，將這道「門」正式鎖上。
結束連日的冒險後，鈴芽與芹澤、環會合，草太則在提早與鈴芽道別時約定會在日後探訪她。鈴芽和環循原路返家，並沿路與旅途中幫助鈴芽的人們相會，回歸日常生活的鈴芽則用功讀書，準備接下來的考試。故事尾聲，鈴芽在冬天騎車上學的途中與草太重逢，欣慰地向草太稱道：「歡迎回來」。

## 登場人物

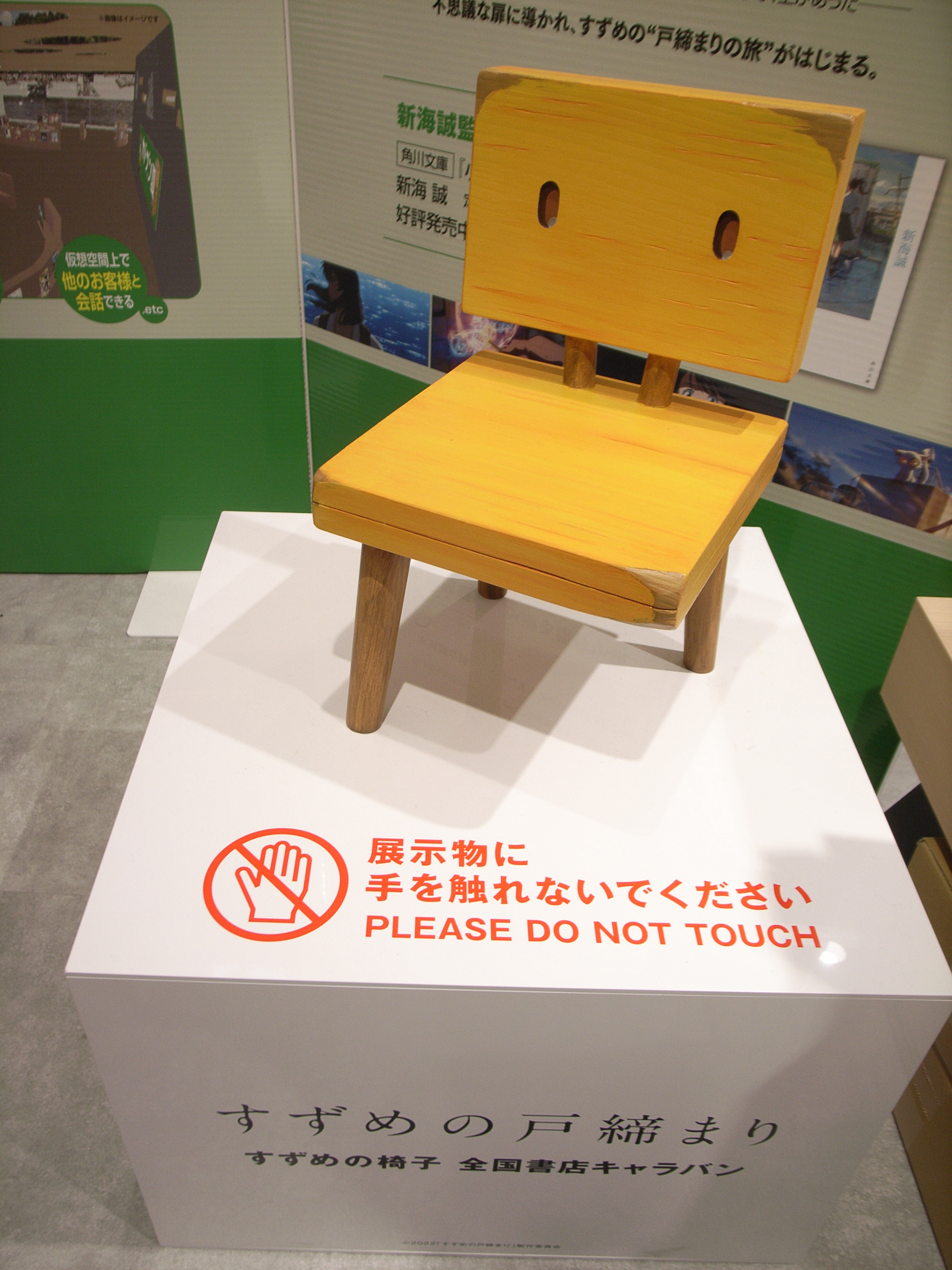
鈴芽的椅子

岩戶鈴芽（聲：原菜乃華、（童年時期）（日本）；鄭可欣（台灣）；黑特、宋雨桐（童年時期）（中國大陸）；妮可·樱、Bennet Hetrick（童年時期）（美国））
本作女主角，與阿姨環居住於九州宮崎縣的17歲女高中生，故乡在岩手县，出生於2006年5月24日。
特徵是用紅色髮帶束成的馬尾辮。自出生便與母親椿芽相依為命，4歲時遭遇東日本大震災，為了尋找在地震發生期間待在醫院工作沒有回來的母親，首度接觸了「後門」的世界，以此機緣被阿姨環收養，經常夢見兒時的自己在草原漫步的夢境。生性勇敢，行動力強，也因年幼失去至親，有些看淡死亡，認為生死更多是運氣。受母親的影響懂得基礎急救看護知識。因為無意間打開了引發災難的門，與流浪的「關門師」宗像草太踏上旅程。在不經意拔出要石，間接導致草太變成要石後，一直抱持著愧疚之情，後來拯救了草太的過程中也救贖了年幼的自己。冒險結束後，與草太、芹澤道別返回宮崎縣，專心準備隔年的考試，數個月後與草太重逢。
宗像草太（聲：松村北斗（SixTONES）（日本）；莊汶錡（台灣）；马正阳（中國大陸）；乔许·基顿（美国））
本作男主角，留著過肩中長髮，擁有青色的雙瞳，左眼眶有淚痣的大學生。他是有著將災難之門關上的使命的「關門師」。他為了尋找出現在日本各地的門而展開旅行，在要前往某個廢墟的途中遇見了鈴芽。本身是關門師家族出身，立志成為教師的大學二年級學生，平常居住在東京的公寓裡，為了將土地歸還給原主人，決意搜尋和鎖上「後門」。生性溫柔善良，總是擔心他人優先於自己。接觸大臣時遭受詛咒，繼承了「要石」的身份，隨著與鈴芽的旅行改變認為自己的存在無關緊要的想法，後期被鈴芽所救，在旅途結束後與鈴芽約定日後會探望她，數個月後與鈴芽重逢。
在新海誠著作的《鈴芽之旅～芹澤物語～》補述到，身高比179公分的芹澤稍高一些（180公分以上），在一次教育心理學研討會上認識芹澤。為準備教育實習，與芹澤相約過剪髮，但直到最後也沒有剪。
大臣（聲：（日本）；蘇蘊佳（台灣）；禹思萱（中國大陸）；莱娜·约瑟芬·马拉诺/Lena Josephine Marano（美国））
會說人話的神秘白貓，擁有變化外型的能力，因為長有白色鬍鬚的面孔讓人聯想到早期的內閣總理大臣，而被路人取名「大臣」。真實身份是封印蚯蚓的「要石」之一，原本鎮守著九州宮崎的「後門」，但由於鈴芽打開了門的期間，不慎動到當時化為石像型態的大臣，令其重獲行動能力，造成封印被解開，為引領鈴芽尋找「後門」的重要角色。生性單純，如同小孩一般，相當喜歡鈴芽，但認為草太是礙眼的存在，詛咒草太令其靈魂附在三腳小黃椅上。最終犧牲自己恢復「要石」的身份，將蚯蚓重新封印。
根據小說，原本是一名孤兒，在百年前自告奮勇成為要石，因為在愛玩耍的年紀成為要石，並且孤獨地度過百年，所以才趁機搗蛋，並渴望得到鈴芽的愛。
左大臣（聲：（日本）；燕凌霄（中國大陸））
身形巨大的黑貓，真實身份是封印蚯蚓座落皇居地下深處的「要石」，個性相較大臣成熟穩重，能夠自由變化身體的大小。受草太的祖父羊朗委託，帶領鈴芽前往東北地區後門的所在地，後期跟著鈴芽前往東北，恢復「要石」的身份和大臣將蚯蚓重新封印。
鈴芽的椅子
鈴芽的母親在鈴芽4歲生日時特製的小黃椅，一度在海嘯中佚失，待鈴芽尋回時已經缺了一隻腳。草太被大臣詛咒後，成為草太靈魂憑依的媒介。
岩戶環（聲：深津繪里（日本）；曾允凡（台灣）；张碧玉（中國大陸）；Jennifer Sun Bell（美国））
鈴芽的阿姨，為鈴芽的母親椿芽的妹妹，漁協的職員。說話帶有宮崎腔，年近40歲仍維持單身，擅長料理。28歲時因為姊姊逝世，開始負責照顧鈴芽的生活，但有過度保護和嘮叨的傾向。起先因為得知鈴芽離家感到擔憂，特地請假趕往她所在的地點，不但誤認芹澤是誘拐鈴芽的可疑人士，還因為要求鈴芽趕快回家導致雙方發生爭執，後來透露東日本大地震期間找到鈴芽的經過，在芹澤的座車故障時騎乘單車載著鈴芽、左大臣和大臣抵達鈴芽僅剩遺跡的舊家。旅途結束後偕同鈴芽返回宮崎縣，沿途感謝曾經在旅途關照鈴芽的人們，還從後者手裡收到旅途所經之處的土產。
在新海誠著作的《鈴芽之旅～環的物語～》補述到，椿芽與環年輕時因為父母早逝而相依為命，原本環在東日本大震災發生前有名剛交往的年長男朋友，但在收養鈴芽後，轉而以鈴芽為生活重心，與時任男朋友疏離分手。震災後從九州前往東北去尋找鈴芽時，乘坐了當時剛全線通車的九州新幹線，有描述到當時車上氣氛沉重，沒有線路通車的喜悅，而事實上九州新幹線正好在震災發生第二天（2011年3月12日）全線通車，通車儀式因震災而取消。
岡部稔（聲：染谷將太（日本）；江志倫（台灣）；图特哈蒙（中國大陸））
環在漁協的同事，對環抱有單相思的情感。在環為了鈴芽離家一事與他相談時，透過GPS和帳戶餘額的記錄，判讀出鈴芽當時待在神戶，促使環動身前往神戶和鈴芽碰面，後來在鈴芽與環返回宮崎的時候迎接兩者。
二之宮瑠美（聲：伊藤沙莉（日本）；許雲雲（台灣）；马程（中國大陸）；阿曼达·C·米勒（美国））
鈴芽从爱媛搭便车去神户，在公交站遇到的港灣小酒館的老闆。一手養育年幼的雙胞胎。家住神戶（因此说着关西方言），母親住在爱媛县松山市。在鈴芽和椅子型態的草太旅行至神戶期間，讓鈴芽搭便車和待在店裡幫忙，提供兩者食宿。後來和準備返回宮崎縣的鈴芽、環相會。曾去過鈴芽和椅子型態的草太在神戶前往關門、因後來經營不善而被廢棄的遊樂園。
海部千果（聲：花瀨琴音（日本）；張乃文（台灣）；常蓉珊（中國大陸）；姜晋安 （美国））
鈴芽在愛媛遇到的同歲活潑少女。说伊予方言。家裡經營家族民宿，家庭成員有父母與就讀小學的弟弟，有名剛交往的男朋友。對鈴芽和椅子型態的草太抱持好奇心，在後兩者旅行至愛媛期間，招待鈴芽品嘗當地的蜜柑，讓兩者暫住家裡，還在鈴芽離開前準備衣物和包包，讓她在旅途中使用。後來和準備返回宮崎縣的鈴芽、環相會，偕同家人招待兩者。鈴芽與椅子型態的草太在愛媛關門的校舍，曾經是千果上過的初中（因山體塌方破壞而被廢棄）。
岩戶椿芽（聲：花澤香菜（日本）；巫玉羚（台灣）；闫夜桥（中國大陸）；阿莱格拉·克拉克/Allegra Clark （美国））
鈴芽的母親兼環的姊姊，故人。生前是醫院的護理人員，擅於料理和製作物品。於34歲那年（鈴芽4歲時）因海嘯遇難。
芹澤朋也（聲：神木隆之介（日本）；蘇振威（台灣）；藤新（中國大陸）；Joe Zieja （美国））
草太的死黨，立志成為教師的立教大學教育學科大學生。習慣抽菸，言談舉止粗魯，其實很關心朋友，喜歡聽昭和時代的歌曲。對草太錯過教師測驗一事頗有不滿，在鈴芽和草太旅行期間為兩者提供協助。起先被環誤認為是誘拐鈴芽的犯人，但在旅途中居間調解鈴芽與環的關係，令環對其改觀，事後被環稱讚是個適合擔任教師的人選。
在新海誠著作的《鈴芽之旅～芹澤物語～》補述到，其身高為179公分，比草太稍矮。鄉下地區出身，家人有父母與三個弟妹，由於父母沒有餘力提供生活費，生活費緊張，抵達東京獨自生活之餘身兼線上教學、超商和送貨員三個打工賺取收入。在大學一年級即遇上冠状病毒疫情，不得不透過網路課程修習課業，在酒吧打工期間經由名叫大石的前輩介紹夜店打工，直到大學三年級才回校，並在一次教育心理學研討會上認識草太，也是自己認識到的第一位朋友。網課期間到夜店打工，而變成金髮、戴耳環的外貌，且疑似感染了新冠病毒而發過高燒；得到大石前輩的不少生活幫助，且從其手上買下影片中11年車齡的手動擋紅色跑車。
宗像羊朗（聲：松本白鸚（日本）；陳進益（台灣）；叶保华（中國大陸）；Cam Clarke （美国））
草太的祖父，不只是養育其長大之人，也是「關門師」的師父。冷靜且嚴格地守護草太，現時因為身體虛弱待在東京的醫院住院療養。知曉蚯蚓的存在。起先認為關門師為人類犧牲是天經地義的事，但在鈴芽為了解救草太趕來醫院向他求助時受動搖，給予鈴芽啟示，囑託左大臣協助帶領鈴芽前往目的地。在2011年的震災中，他以自己的右臂為條件換取東要石，並刺入東京的後門。
美紀（聲：愛美（日本）；謝佼娟（台灣）；阎么么（中國大陸）；Mela Lee （美国））
瑠美店裡的女性員工，在鈴芽待在店裡幫忙期間，勸阻顧客向鈴芽提出飲酒的要求。
絢（聲：巫玉羚（台灣）；沈念如（中國大陸））、麻美（聲：沈育如（台灣）；叶知秋（中國大陸））
鈴芽班上的女同學。
花（聲：刘玥彤（中國大陸））、空（聲：蕭秀玲（台灣）；胡云旗（中國大陸））
瑠美的龍鳳胎孩子，姊姊的名字是花，弟弟的名字則是空，相當親近椅子型態的草太與鈴芽。
絹代（聲：崔幗夫（台灣））
草太居住的東京公寓的房東，在便利商店任職的年長女士。
卡蘿
外籍女性，在臨近草太居住的東京公寓的便利商店任職，與絹代相熟。

## 設定

### 用語
後門
連結往生者世界「常世」與人類所處的「現世」的門扉，平常仰賴人們心中的重量和思緒鎮定土地和門。若是人心的重量消失，等於從人們的記憶中消失或思緒減少，將會導致後門被打開。一個人一生中最多只能通過一道後門。
常世
「後門」通往的世界，為所有時間並存之處。常世裡面呈現的景像會依據窺視者產生變化，但現世的普通人們無法涉足，僅有關門師與少數人類才能看見常世的存在。
要石
封印土地主人、防範災難發生的角色，其位置會隨著時代與日本土地的變遷而改變，可透過交接的方式轉移給被選定者。若是「要石」被拔出來，將會導致封印被解開。本作中登場的「要石」共有兩個，分別為「西之要石」——白貓大臣、以及「東之要石」——黑貓左大臣。
關門師
為了防範「門」被打開延伸的災難，負責將出現在世上的「門」封閉的特殊人群。關門師進行封閉「門」的過程中，會先想著曾在該土地上生活的人們，感受該土地過往的景色與人事物，藉此打開「門」的鑰匙孔，再詠唱歸還土地予神明的咒文，使用特製的鑰匙將「門」鎖上。倘若一般人從關門師的手裡繼承鑰匙且知曉「常世」的存在，則同樣能夠進行閉門儀式。因為關門師的工作沒有酬勞且需要不被他人看見，所以大多數的關門師除了本業以外，還會從事其他工作維生。
蚯蚓
土地的主人，形體無法被常人看見。平時棲居在常世，一旦穿越後門抵達現世，便會引發災難。小説版中有補述到，其氣味在鈴芽看來，與小時候的鈴芽在震災後的故鄉所聞到的氣味一致。

## 製作人員

### 日本
- 原作、導演、編劇：新海誠
- 角色設計：田中將賀
- 企畫、監製：川村元氣
- 執行製片：古澤佳寬
- 聯合製片：岡村和佳菜、伊藤絹惠、伊藤耕一郎
- 作畫監督：土屋堅一
- 美術指導：丹治匠
- 演出：德野悠我、居村健治、原田奈奈、下田正美、湯川敦之、井上鋭、長原圭太
- CG監督：竹內良貴
- 音樂：RADWIMPS、陣内一真
- 音樂製作人：成川沙世子
- 音效指導：山田陽
- 音響效果：伊藤瑞樹
- 攝影指導：津田涼介
- 色彩設計：山本智子
- 副導演、特殊效果：三木陽子
- 製片助理：加瀨未來、今福太郎
- 動畫製作：CoMix Wave Films
- 製作監製：STORY inc.
- 製作：《鈴芽之旅》製作委員會（CoMix Wave Films、東寶、STORY inc.、voque ting、角川、JR東日本企畫（日语：ジェイアール東日本企画）、羅森娛樂（日语：ローソンエンタテインメント）、Aniplex）
- 發行商：東寶[16]

### 台灣
- 發行商：車庫娛樂
- 翻譯：左鈴鐺[33]

### 香港
- 發行商：新映影片／洲立影片發行／只令發行有限公司／英皇電影
- 翻譯：PEGGY先生（鄧琦）[34]

## 製作
我们生活的国家──日本的形状是又长又窄。岛屿與岛屿間分隔開來，但什么东西仍然将我们联系在一起？
企劃開發於2020年1月至3月間進行，4月寫完企畫書。劇本開發於2020年4月開始，劇情大綱經過六次重寫，劇本寫過三個版本，8月時終於產出最終稿。2020年9月開始製作分鏡，2021年4月開始作畫，2021年12月完成分鏡。2022年10月22日宣布電影完成，同時聲明關於電影的地震劇情描寫預警。
新海誠在製作發表會表示，作品的創作靈感，源自先前因為工作前往日本各地，發現人口減少綠地增加所感受的沒落感，還有嚴重特殊傳染性肺炎疫情期間看見原本充斥人潮的新宿變得寂靜的景象，讓他想起人們開墾土地時會祭祀土地神、離去時反而什麼都沒做，從思考這些人為廢墟的去處，延伸出讓少女鈴芽前往日本各地與他人結緣的靈感，稱雖然故事和角色全然不同，但這部電影深受宮崎駿的動畫電影《魔女宅急便》、村上春樹的《海邊的卡夫卡》、《青蛙君救東京》的影響。他說明這次不僅是想製作一部可以成為讓觀眾想去電影院的理由的作品，還想創造無論畫面和聲音都能讓大眾沉浸在故事中的極致，他也在小說版後記補述東日本大震災帶給他的徬徨與困惑如何引領他構思出電影的劇情。這同時是川村元氣繼《你的名字》、《天氣之子》後，第三部和新海誠合作的動畫電影。在設計電影裡的劇情對白時，還特地請教有關宮崎縣腔調的發音細節，藉此修飾劇本。
2022年10月25日，新海誠在電影完成報告會補述道，因為2010年出生的女兒沒有東日本大震災的相關記憶，加上自己的主要觀眾多為少年族群，地震的共同語言正在消失，所以想掌握時間和觀眾共享相同的心情，他說明自己在2021年3月期間因為在東京看見櫻花綻放的景像，還有2019冠状病毒病疫情期間櫻花盛開的景緻，體認自然的美麗和冷酷無情，便開始思考能否用電影以娛樂的形式，將它的冷靜和銳利拍成電影。本作共用了接近2000個鏡頭（cut），多於《你的名字》與《天氣之子》。片中使用的緊急地震速報音效有別與現實，以免觀眾誤以為真。
電影上映後，新海誠於2023年5月5日在個人推特公佈重新剪輯版片段，內容包含對電影特定片段的波紋和光線修飾。

### 編劇
新海誠自從前作《天氣之子》發行後，便為了準備下一部作品閱讀各種書籍，他在日本和海外的舞台問候中體驗了上映後的反應，同時整理了概念，想將作品製成「悼念一個地方的故事」。新海誠分別從東日本大震災和嚴重特殊傳染性肺炎疫情獲取靈感，著手執行電影的編劇，稱自從東日本大震災發生11年後，開始可以做出當時做不到的事，與此同時觀眾從不想觀看災難相關的電影，轉變成有些觀眾表示可以觀看這類的電影，為此決定直接處理這個問題，呈現自己和社會隨著時間的推移發生了怎樣的變化。
設計角色關係、主題和劇情方面，本作的災難主題是「地震」，心理層面的主題則是自我和解與自我成長。新海誠說明在《你的名字》、《天氣之子》、《鈴芽之旅》中，前兩作都是隱喻東日本大震災，這三部電影既沒有災難的惡意，也沒有災難的仁慈，而是一股人力無法幫助的巨大力量正在降臨。有鑑於自己的年齡因素、女兒的成長讓他思考親子關係，已經不再對《你的名字》中描繪「命運紅線」的愛情關係有太大的興趣，在設定鈴芽與草太的關係時，稱自己繪製電影的感覺更像是夥伴電影，同時電影裡鈴芽與阿姨環的關係也佔重要的部份，他表示，自己希望觀眾能夠著眼於草太和鈴芽能夠並肩克服困難和獲得自我成長，而不是兩者是否在一起。草太的意識被限制在鈴芽的三腳小黃椅的設計，則是添加電影的娛樂性、融入嚴重特殊傳染性肺炎疫情期間不方便的感覺，還有對日本的氣候和文化有著深厚的感情，並繼續在那裡生活的執念。新海誠在中國大陸宣傳電影期間發佈的前情提要中補述，兒時的自己曾經收到父親親手製作、刻有他的名字的木椅子而感到開心，認為对一个孩子來說，有刻着自己名字的一个小凳子，就相当于是自己专属的一个地方，所以才會在設計角色的時候，創造出小椅子的角色，至於小椅子僅有三隻腳的設定，除了表達鈴芽童年的家鄉遭遇海嘯，導致住家和椅子被沖走造成椅腳遺失以外，還象徵鈴芽內心的失落和失去母親的缺失感，同時藉此向觀眾傳達即便人們可能是有缺失的、是不完美的，但是依然可以生活得很好，可以去勇敢面对自己的生活，都能像草太一样，三条腿站起来自由勇敢地向前奔跑。「後門」的概念，取自日本傳統能劇，指通向神靈世界的門，眾神通常從後門進出，一般人看不到，日本古代藝術表達靈感來源於超自然的神靈「後門」，新海誠稱閱讀相關文獻後，感覺神之通道的神秘意義是和故事聯繫在一起的，自己也感受到從後門進出的感覺。為了帶動與調節電影的氣氛，新海誠特別設計與鈴芽的行事作風截然不同、不顧慮鈴芽感受的芹澤，藉由他的開朗帶動劇情的發展。電影裡反覆出現的黃色蝴蝶，代表鈴芽對母親的思念。此外，本片背景播放的音樂，也加入《你的名字》、《天氣之子》的背景配樂，作為讓觀眾發掘的劇情彩蛋。
後續新海誠在訪談中補充說明道，韓劇《孤單又燦爛的神—鬼怪》裡，出現孔劉透過任意門穿梭韓國和加拿大的橋段，這成為他設計「門」的靈感來源。「門」同時象徵著日常生活，新海誠指出，人們在出門前都會說「我出門了」，在回來時則會說「我回來了」並將門關上，反覆在日常生活做出這樣的動作，但是災難會阻絕人們的日常，讓說出「我出門了」的人再也沒有回家，所以才會想用門作為主軸。至於白貓「大臣」的設計靈感，則取自日本神社的常見的狛犬石像，同時象徵反覆無常的大自然，新海誠從自然的美麗風景可能在某瞬間襲向人們的動態，思及大自然對人類而言是無法預測的事物，在構思象徵物時聯想到貓與大自然同樣反覆無常難以預測的特質，最終採用此概念，將「大臣」設定為一隻貓。

### 配音
角色配音的部分，於2022年7月5日宣布由原菜乃華擔綱女主角岩戶鈴芽的配音。2022年9月6日公佈傑尼斯事務所旗下組合「SixTONES」成員松村北斗為男主角宗像草太和鈴芽的椅子配音的消息。本作是原菜乃華和松村北斗首度為動畫配音的作品，原菜乃華在訪談中稱自己在初中一年級的夏天首度觀看新海誠的電影便深受感動，非常喜歡新海誠的作品，對自己被選為電影配音與新海誠的期盼感受到許多不安與壓力，也感到驚訝與高興，她認為本作讓觀眾意識到真正重要的事物，是人和人之間的聯繫和溫暖，但這在當今社會中正逐漸式微。新海誠指稱原菜乃華情感和聲音之間的距離比任何人都近，是不可多得的天賦。松村北斗稱自己無法想像會出現在新海誠導演的作品中，但是被選定為配音演出時感到一種奇怪的壓力和興奮感，表示宗像草太是新海誠導演作品中從未見過的角色。松村北斗為了如何呈現草太的聲音與新海誠進行討論後，新海誠稱草太的聲音「有神與人融合的形象」，松村北斗則在配音過程中使用較平常說話時略低的音調進行演出。新海誠稱道，松村北斗的聲音之美源自「豐富的內心」、「不斷的內省和切實的使命感。北斗的這種精神性，與草太這個角色完全重疊在一起。他的聲音演出技巧非常出色」。
其他角色方面，深津繪里在本作飾演鈴芽的姨母岩戶環，是她首次為動畫配音。一開始無法表達出自己想要的感覺，讓深津繪里一度感到非常鬱悶，尤其這個角色既是東北出身，又在宮崎居住多年，因此配音者得掌握兩地的方言，對於大分縣出身的她是很大的挑戰。深津繪里對於方言的講究讓新海誠相當驚豔；原菜乃華還談到，與環阿姨相處時的鈴芽和平時相當不同，她起初沒有意識到這點，是深津繪里的演出讓她能表現出這樣的鈴芽。染谷將太為環在漁協的同事岡部稔配音，這是染谷將太繼細田守的動畫電影《狼的孩子雨和雪》、《怪物的孩子》、《龍與雀斑公主》後，第四次擔綱動畫電影的聲演。新海誠表示自己很喜歡細田守的作品，但一度猶豫是否該邀請身為細田守合作班底的染谷將太參演自己的動畫電影。先前曾參與《言葉之庭》、《你的名字》、《天氣之子》演出的花澤香菜在本作負責為鈴芽的母親岩戶椿芽配音。松本白鸚在本作裡擔任草太的祖父宗像羊朗的聲演人員，松本白鸚稱宗像羊朗是個很難飾演的角色，表示新海誠在後期錄製的指導說明讓他受益良多。伊藤沙莉和花瀨琴音則分別擔任小酒館老闆二之宮瑠美和愛媛當地的少女海部千果的聲演。2022年10月25日，宣布先前參演《你的名字》、《天氣之子》的神木隆之介在本作扮演草太的朋友芹澤朋也。新海誠強調芹澤對於劇情中後段的氛圍十分重要，考量到演員與其角色的關係也是讓觀眾享受觀影的要素之一，飾演芹澤的演員也該是位讓觀眾感到愉悅的人，而神木隆之介演出的穩定性、聲音與演技，還有帶給他的安心感，讓新海誠相信他正是最佳人選。神木隆之介原先因為工作行程的緣故拒絕戲約，也沒有把握自己能否演繹好芹澤，但新海誠認為神木隆之介有能力表現出與以往角色截然不同的魅力，於是致電並說服了神木隆之介嘗試用不同的聲線出演，並挪出一天的時間錄音。白貓大臣則由戲劇學院出身的8歲童星山根あん擔綱配音。

### 音樂
2022年9月20日，電影官方宣布先前在《你的名字》、《天氣之子》擔綱音樂創作的RADWIMPS，偕同曾參與《最後一戰5：守護者》等遊戲、電影和動漫音樂創作的作曲家陣內一真，負責本作的音樂譜寫。该音乐项目始于2020年初，当时新海誠在完成本作的劇本初稿後，立刻將劇本初稿寄給了RADWIMPS的野田洋次郎。主題曲《鈴芽》（すずめ）由女歌手十明演唱，她由新海誠和RADWIMPS在TikTok平台發現和提拔。新海誠表示這部電影需要與前兩部電影的音樂「截然不同」，因为他想給觀眾「更生動的音樂體驗」。本作部分音樂錄音的流程在英國倫敦的艾比路錄音室完成。為了給每個場景營造出獨特的懷舊和神秘感，RADWIMPS與陣内一真共同創作具有永恆旋律和音色的樂曲，融入日本傳統樂器等民間樂器，樂曲中幾乎沒有吉他的聲音，穿插大樂團爵士樂、莊嚴的合唱為主的曲子。電影裡除了RADWIMPS、陣內一真等人創作的樂曲以外，還出現其他昭和時期的歌曲，其中鈴芽與草太旅行至神戶期間，卡拉OK裡醉酒的顧客唱著方格子樂團與中島美雪的歌曲，草太的朋友芹澤朋也在開車途中播放的音樂，則包含荒井由實、松田聖子、井上陽水等歌手的流行歌曲。
主題曲《鈴芽 feat.十明》（すずめ feat.十明）2022年9月30日在音樂流媒體平台發行。第二首主題曲《KANATA HALUKA》（カナタハルカ）於2022年10月28日發行。電影原聲帶於2022年11月11日發售。

#### 主題曲
《鈴芽 feat.十明》（すずめ feat.十明）
主唱：十明
作詞：野田洋次郎
作曲：野田洋次郎

主唱：RADWIMPS
作詞：野田洋次郎
作曲：野田洋次郎
《铃芽之旅》（同名中文主題曲）
主唱：周深
中文詞：白夜／午上／袁天野@金蝸牛Irc
作曲：野田洋次郎

### 場景
本作登場的地點遍及宮崎縣、愛媛、神戶、東京、宮城縣等地。新海誠在訪談中稱道，他會選擇宮崎縣做為主要劇情舞台之一，跟日本神話傳說的典故有關，原因是女主角鈴芽的姓氏「岩戶」，正是取材自日本神話裡的天岩戶，宮崎縣同時是舉辦天岩戶祭典的地點。在愛媛當地登場的景點有舊八幡濱港渡輪碼頭和JR八幡濱站，其中10月發布的預告片展示了愛媛八幡濱市舊渡輪碼頭大樓和千丈川沿岸的風景，舊渡輪碼頭大樓因為當地的新航站大樓於2022年4月啟用，加上建築本身的抗震問題，已於同年7月起被拆除，計劃於明年3月底竣工，僅剩約30%的建築物。神戶地區的取材地點則有新神戶站、奥摩耶遊園地跡、掬星台、日本首座被登記為有形文化財產的廢墟建築摩耶觀光酒店、三宮的商店街。
- 大分县臼杵港—橘子四國號（日语：おれんじ四国）—爱媛县八幡濱港
- 摩耶觀光酒店（日语：摩耶観光ホテル）
- 奥摩耶遊園地跡
- 神戶夜景、掬星台
- 新神戶站—東海道·山陽新幹線—東京站
- 聖橋、御茶之水站

故事後段描繪了國道6號沿線的景物，包含福島縣被列為「返鄉困難」的區域，以及芹澤和鈴芽從山丘上望見的核電廠。新海誠認為，用間接的手法讓觀眾意識到這樣的景觀真實存在於日本，是很有意義的事；他也在訪談中提到，此刻仍有很多福島人希望回到被劃為「返鄉困難」區域的家園，他不能未經允許就在劇中如實呈現這些被遺留的房屋，因此劇中福島縣房舍的外貌和佈局都是虛構的，但仍保留了該地整體的氛圍。鈴芽的老家被設定在岩手縣的宮古市沿海地區，「門」附近的電波塔是以宮古運動公園附近的電波塔為原型，這一帶是宮古市在東日本大震災中遭海嘯肆虐最嚴重的區域。常世中擱淺在房屋上的船隻，則被認為參考東日本大震災中，遭海嘯捲上陸地的觀光船濱百合號。當時這艘雙體船擱淺在宮古市南方大槌町的一幢兩層樓民宿屋頂，被視為是次災難的象徵；大槌町起初出於紀念意義，欲將船體連同民宿保留，後因安全因素改而在海嘯的兩個月後進行拆除作業。
- 八幡滨市区
- 橘子四國號（おれんじ四国），鈴芽追逐白貓大臣登上的渡輪「蜜柑四國號」（みかん四国）的原型。
- 在从八幡滨站乘坐电车的场景中，从日出川沿岸的道路上可以看到大洲城。
- 明石海峽大橋
- 舊摩耶觀光酒店
- 鷲羽山Highland，影片中废弃的游乐场参考此处。
- 神戶夜景，日本三大夜景之一
- 新神戶站，鈴芽與椅子型態的草太由此乘坐新幹線前往東京。
- 東京站中央快速線月台，鈴芽與椅子型態的草太由此乘車前往同一綫路的御茶之水站。此站為中央快速線的端點站，兩邊月台交替發車，影片中草太提醒鈴芽左邊月台（第2月台）先發車。
- 聖橋與下方的神田川
- 從聖橋望向御茶之水站。車站位於草太住處附近，圖下方處緊鄰神田川的地鐵丸之內線隧道内亦發生蚯蚓動盪（ミミズ動蕩）。
- 鄰近御茶之水站的順天堂大學，出現在在鈴芽草太兩人追逐大臣的鏡頭中；校區內的順天堂醫院，則是草太祖父宗像羊朗住院處的原型。
- 东京天空的蚯蚓在盘旋，在新宿的视野中，日本财产保险总公司大楼显得格外醒目。
- 道之驛大谷海岸（日语：道の駅大谷海岸），環與鈴芽大吵、以及左大臣現身所在的公路休息站。

## 主題與解讀
新海誠將本作定位為「悼念一個地方的故事」與「有關東日本大地震」的故事。作家中川右介在評析文章中，稱本作既是震災文學，也是關於一名少女建立她的個人主義的成長故事。中川右介寫道，這部電影以呼籲的形式呼籲，受各種傷害、損失慘重的受害者的悲痛沒有得到平息，遇難者不僅是東日本大地震的直接受害者。還包括過去其他災難的受害者，甚至未來的受害者。鈴芽在劇中所到之處，災難將至，但是凡夫俗子卻無法看見，稱這場災難本身或許就是對災後背井離鄉、流落日本各地的災民的憤怒和悲痛的隱喻，亦或是飽受環境污染之苦的地球的臨終吶喊。
日本動畫評論家藤津亮太將新海誠的前作《追逐繁星的孩子》與《鈴芽之旅》作對比，稱新海誠自《星之聲》開始便著墨「失落」的議題，《追逐繁星的孩子》則是首度將「失落」付諸於死亡，該作講述了少女明日菜前往地下世界雅戈泰的「告別的旅程」，《追逐繁星的孩子》與《鈴芽之旅》都出現了諸如主角被貓引領旅程、死亡議題、門後世界遍佈星空場景等元素，但是《追逐繁星的孩子》登場的往生者仍會在過身後，以一種特殊的狀態存在，透過特殊程序被招回生者身邊，電影裡藉由瞬的弟弟告誡森崎龍司「你必須與失落共存，這是一種詛咒」、明日菜回應「這也是一種祝福」的台詞刻畫倖存者的結語，《你的名字》存在過於浪漫的「思念往生者」的情懷，《鈴芽之旅》則是著重在生者（倖存者）度過他們的生活的現實，鈴芽橫渡日本，也是將迷途之人、無人之地留下的「詛咒」，重新詮釋給倖存者的「祝福」的旅程。
日本東北大學大學院文學研究科準教授茂木謙之介則從天皇、靈性、死者、鬼魂、家庭、情感勞動和記憶的觀點評析本作，稱本作同新海誠過往的電影，通過暗示、引用或瞥見神話、民俗、精神分析、文學、動漫、電影等各種文本和基於它的「解釋」慾望，茂木謙之介稱電影裡人心穩定性與「後門」的關聯、「要石」變身成貓再恢復原型鎮壓蚯蚓的設置，真正在發展的是關東大地震時期的内村鑑三與東日本大震災時期石原慎太郎所主張的、將自然災害視為上天對人的懲罰的「天譴論」的思維，將人們被人為消耗殆盡的工業廢墟視同於人們的生活被迫被災難隔離的災區，並以同樣的方式哀悼，這是不可理解和麻木不仁的。其中「悼念」的對象僅限於與人徹底接觸過的土地。基於災難發生在這種與人的關係（“人心的重量”）消失的地方這一非常容易理解的悖論思想，地震總是發生在人們居住的地方，而且這些地震只發生在影響到九州南部、四國西部、阪神、東京和東北三陸等地震造成大規模破壞的地方。屬於過於以人為本的思想，當中還有其他在災難犧牲的生物被排除在外。茂木謙之介批判鈴芽將母親的紀念椅交給年幼的自己，勉勵她好好長大、未來會有更多愛她的人的橋段，其實是勉勵童年時期的自己忘記而不是為她死去的母親進行「不可能的哀悼」（在重複時繼續哀悼失敗），同時鈴芽在返回現世的時候，想起了迷失在「常世」時遇見自己的母親，其實是未來的自己，喃喃自語「重要的事物，已經在很久之前就得到了」的場景，是遺忘的終極理由，是一種極其麻木的話語，表達了死者的主觀性。死者被徹底隱形並被遺忘。當死者被隱身並且遺忘與通靈思維相結合時，死者變得帶有恥辱感，它只能作為存在出現。他還稱鈴芽詢問大臣是否願意當她的孩子、還有後期恢復「要石」身分的大臣回覆「不能當鈴芽的孩子」的片段，代表非人角色被排除在家族的框架之外，原本脫離「要石」身分獲得自由的大臣，卻因為鈴芽而再度恢復「要石」的身分，是一種將神和其他物種排除在外的結構，揭示了一種不尊重「非人類」主體性並成為犧牲品的不平衡狀態。
日本映画大学准教授兼影評家藤田直哉將本片與《追逐繁星的孩子》、《你的名字》、《天氣之子》相互對照，解析世界觀、角色設置與影片的訊息。藤田直哉稱新海誠的創作深受宮崎駿的影響，融合神道教與災難要素，與其他日本動畫具有多重隱喻和寓言的高語境性。其中《追逐繁星的孩子》登場的地下世界「雅戈泰」，為迷失的往生者抵達的「死後世界」，《鈴芽之旅》是將《追逐繁星的孩子》改編為「死亡」和「哀悼」的故事，以及放棄與死者團聚和復活的故事，「後門」通往的往生者世界「常世」則是別於現實的灰暗、閃爍發光且擁有奇異星辰的世界，然而鈴芽最終並沒有和已故的母親相會，取而代之的，是已經長大的鈴芽在常世安慰了四歲的自己。藤田直哉在文章裡寫道，《鈴芽之旅》可以解讀成鈴芽「停止追求現實中不存在的『母親 = 理想世界』，『關閉』那種感覺」，漆黑的世界不僅可以看作是那些在災難中失去家園和家人的人的心的象徵，也可以看作是那些對生活失去希望的人的心的象徵。至於「閉門」則意味平息對這個世界不存在的理想世界幻想的執著。同時有別於先前新海誠的作品傾向於將具有巫女元素的女性和熱愛文學的少女描繪成「神聖」的存在，本片由身為男性的草太擔任祭巫角色，作品反而強調的是全國女性的「生活」，將立足於現實的生活和勞動具體化地描繪出來。他總結道，全世界都可以看到美化和回到過去的衝動，但如果人們過度地試圖回到過去，可能會引發新的災難。這部電影則呼籲人們接受失去與積極向上，並做必要的事情。

## 上映

《铃芽之旅》上映的国家与地区的地图：
已上映
准备上映

2021年12月15日，製作團隊在東京帝國飯店舉行製作發表記者會，公開本片的消息，並定於2022年秋季在日本上映。2022年4月9日，宣布電影預定於2022年11月11日上映，並釋出女主角鈴芽的視覺圖。
2022年9月6日，為了紀念電影11月11日正式發行，《鈴芽之旅》電影官方推特公佈9月30日在日本全國41家IMAX戲院限期播映新海誠的前作《你的名字》、《秒速5公分》、《天氣之子》，從購買IMAX電影票的觀眾中，抽籤選出可提前於2022年11月7日觀看電影的觀眾。電影完成披露試寫會定於2022年10月25日舉行。除了與47個都道府縣的當地企業合作以外，還和先前協助宣傳《天氣之子》的日本氣象協會再度合作，設計限期三週的特別版面宣傳電影。新海誠於2022年11月17日至2022年12月16日，分別在兵庫/大阪、靜岡、愛知、熊本、福岡、宮崎、岡山、廣島、北海道、宮城、岩手縣、新潟縣、富山、石川和福井、愛媛、香川縣、長野舉行舞台問候活動。
除了與廠商合作以外，日本咖啡廳「BOX cafe & space」的小田急新宿Mylord1號店於2022年12月1日至2023年2月5日期間舉辦限期「鈴芽之旅」合作咖啡店活動，提供以作品中登場的場景、飲食、角色為印象的特製餐點。，2023年3月23日至4月22日則在大阪心齋橋kawara CAFE & DINING心齋橋店限定期間營業。
2022年11月7日，IMAX版本先行上映。日本國內的舞台見面會分別定於11月12日與11月13日舉行，同時發行限定贈與前三百萬名入場觀眾、記載製作過程與資料的「新海誠本」。2022年11月8日，新海誠和原菜乃華於NHK電視節目《Anime Stellar》說明作品背後的想法和幕後配音，電影官方推特發佈提醒觀眾前往電影相關場所時留意個人行為和尊重當地住戶的告示。電影還在講談社的《週刊少年Magazine》2022年50號發佈內容20頁的採訪特刊。除了日本國內以外，新海誠還在德國柏林、英國倫敦、韓國、泰國、印度、中国大陆北京和上海等地舉辦舞台見面會宣傳電影。
《鈴芽之旅》和新海誠的前作《天氣之子》也被日本國際交流基金遴選為在印度主辦的2022年度日本電影節（JFF）放映影片清單，促進文化交流。
2023年3月13日，台灣電影發行商車庫娛樂宣佈於3月17日起在台灣上映本片的華語配音版，成為首部在台灣上映華語配音版本的新海誠電影。2023年3月16日，公佈華語配音版配音員名單。其中緊急地震速報的警示音音效則改為與臺灣實際所使用的災防告警細胞廣播訊息系統警示音音效相同。
中国大陆于2023年3月24日上映，并在3月14日发布由男歌手周深演唱的同名主题曲《铃芽之旅》。新海诚于3月16日至20日在北京、上海参加了各种宣传活动，是嚴重特殊傳染性肺炎疫情出现以来首位前往中國大陸宣传作品的外国导演。電影在中國大陸三度延長放映日期，後來將最終放映日定於2023年7月23日。
電影在日本下片後，為了慶祝電影發行DVD與藍光光碟，電影官方排定2023年9月20日至2023年10月5日，在日本各地的100家影院進行為期兩週的限時放映，開放觀眾使用應用程式《Hello Movie!》聆聽新海誠與副導演三木陽子的評論，附贈觀影特典禮品給觀眾。

## 電視放映和串流平台
電影在日本下片後，2024年3月，日本電視節目週五Load SHOW公告將《鈴芽之旅》排定在同年4月5日首播。首播的收視率12.7%。
2024年4月，《鈴芽之旅》正式上架日本地區Netflix。

## 迴響

### 票房
《鈴芽之旅》2022年11月11日在日本上映，首日在池袋週圍的電影院安排單日播放場次多達20場，部份電影院甚至安排單日30個播映場次，加著同時上映但場次受擠壓，造成正反兩極的反應，其中也不乏批評電影院場次壟斷的意見。開畫前3日期間（11月11日至11月13日）累積觀影人數133萬1081人、收入票房18億8421萬5620日圓，為新海誠監歷年執導生涯的最高開畫成績。至開畫第7日（11月17日）累積觀影人數突破200萬，累計票房27.7億日圓。上映第10日（11月21日）累積觀影人數299萬，累計票房41.5億日圓。上映第三週累計觀影人數460萬，總票房達到62.69億日圓。第四週時累計561.5萬觀影人數，累計票房75.9億日圓。第五週累計觀影人數636萬，總票房超過85.9億日元。電影上映38天（第六週）累計觀影人數693萬，總票房超過93.4億日圓。電影上映第45天（第七週）累計觀影人數745萬，總票房超過100億日圓，正式成為新海誠繼《你的名字》、《天氣之子》後，第三部達成國內票房超過100億日圓的作品。上映第8週累計觀影人數851萬，總票房超過113億日圓。第9週時累計觀影人數912萬，總票房超過121億日圓。電影票房在2023年3月26日時達到143.1億日圓，成為日本影史票房第14高的電影。日本國內最終放映日定於5月27日。截至收映為止，本片在日本國內共累積147.9億日圓的票房收入，超過《天氣之子》成為新海誠執導生涯僅次於《你的名字》的票房成績。
台灣的先行播放場次排定於2月25日、2月26日，3月2日正式在全台灣上映，在上映第11天時票房突破1.22億台幣。
中國大陸排定於3月24日首映，在首映前售出的預售票總計為1億人民幣（約19億日圓）。上映首日票房為9537萬人民幣，為在中國大陸上映的日本動畫電影首日票房新記錄。上映次日（3月25日）排映场次增加至17.6万场以上，再次改写日本电影和进口动画的单日场次纪录；次日票房较首日大涨61%，涨幅略高于《你的名字》，也打破后者保持的日本电影最高单日纪录；3月26日11时43分，上映未满三日，票房突破3亿。《铃芽之旅》大幅刷新IMAX在中国大陆市场上映的日本动画电影首周末纪录，也创下非好莱坞进口片的最佳IMAX票房成绩。。上映16天時累計觀影人數超過2068萬，超過《你的名字》刷新中国大陆市场上映的日本动画电影觀影人次纪录，票房7億人民幣（約134億日圓）。4月15日，观影人次超过2164万；4月17日，票房达7.52亿人民币（約146億日圓），超越日本本土票房，取得中国大陆影史日本动画观影人次第一、中国大陆影史日本动画票房第一的好成绩。最终成绩为8.04亿（截止5月16日）。
在韩国，截至2023年3月27日，观影人数已经超过300万人次，并创下2023年在韩上映影片中周末观影人数最高纪录。日本藝文媒體《週刊文春》紀實作家慎武宏在分析文章寫道，新海誠的電影之所以在韓國受歡迎，主因在於融合視覺美感與音樂，同時描繪帶有信息的故事，加著新海誠近期的作品共通點在於描述不因自然災害受影響的積極生活的故事，韓國30多歲和40多歲的觀眾對於新海誠想要傳遞的訊息，較能深入感受。至4月14日已在韩国吸引448万2045观影人次，在韩国今年上映的电影中排名第一位，连续35天蝉联票房冠军，超过《THE FIRST SLAM DUNK》，成为了在韩国最卖座的日本电影。。4月28日時，累計觀影人數超過500萬人次。
| 上一届： 《航海王劇場版：紅髮歌姬》 | 2022年日本週末電影票房冠軍 第46-48週     | 下一届： 《THE FIRST SLAM DUNK》 |
| 上一届： 《蟻俠與黃蜂女：量子狂熱》 | 2023年香港一週票房冠軍 第9-11週          | 下一届： 《殺神John Wick 4》     |
| 上一届： 《蟻俠與黃蜂女：量子狂熱》 | 2023年香港週末票房冠軍 第10-12週         | 下一届： 《殺神John Wick 4》     |
| 上一届： 《保你平安》               | 2023年中国内地一周电影票房冠军 第12-14週 | 下一届： 《龍馬精神》            |
| 上一届： 《闇黑對決》               | 2023年韓國週末票房冠軍 第10-14週         | 下一届： 《捍衛任務4》           |

### 評價

#### 日本國內
《鈴芽之旅》在日本的評價有褒有貶，但是整體評價仍以正面為主，影視網站「Citar」編者兼駐站作家逢坂千里在整理觀眾意見的評析文章寫道，觀眾主要讚揚電影裡的笑點與哭點設計、原菜乃華與松村北斗的演出表現、視覺動畫的效果與音樂水準，但對於地震的主題、鈴芽在電影裡的行動、過於夢幻的舞台設計則有看法不一的意見。其中關於地震的主題，雖然寫實的描述得到了高度評價，但也有一些觀眾指稱它會引起創傷；鈴芽離家出走、搭上順風車、在外打工的行為、面對阿姨環的態度亦讓部分觀眾產生質疑，甚至出現批評她的行為魯莽、不利於教育的評論。逢坂千里稱道，即使是有爭議的設置，也可能是思考此類問題的好機會，基於這部作品的神話色彩比以往任何作品還要濃厚，造成似乎有很多觀眾無法適應幻想的世界觀。日本演員黒田勇樹稱讚新海誠融合對自製的自我敬仰與對宮崎駿導演等動畫大師的熱烈敬仰，但評論這項要素會根據觀眾、創作者和來源的關係和觀點而變化，稱本片「帶有哀悼的意味，但作為娛樂，它可能已經成為一部令人難忘的作品。」
日本影評家相原齋在電影完成披露試寫會過後，給予本片正面的評價，相原齋在評論文章裡寫道，草太和鈴芽運用社群網站追蹤大臣的行跡，可以成為象徵作品時代背景的描寫，他還稱讚電影裡的光影運用、場景描繪、角色刻畫、故事深度，評論飾演鈴芽的原菜乃華在劇中向代替母親的阿姨環（深津繪里）發洩心情的場面等，讓人感受到了不像是首次挑戰聲優的餘韻。高須診所名古屋院長高須幹彌、SKE48的水野愛理、岡本彩夏亦給予本片好評，高須幹彌讚譽電影的寫實畫風、角色魅力、松村北斗的配音表現，稱讚「在電影院的大屏幕上看到它們時，它們更加動人」，岡本彩夏則同樣讚美電影場景的寫實感，水野愛理表示此前曾經三度在電影院觀賞《天氣之子》，稱自己還會再去電影院觀賞本片。影評家兼作家土居伸彰則將本作與《你的名字》、《天氣之子》，進行對比，稱本作相較於先前作品裡影像和音樂的過度同步、選擇的詞語有種聽過就離不開頭腦的強烈鉤子、對人的描繪得像是文章般、帶有些奇怪的原始作法與戀物癖的設置，更趨於實際和減少了性描寫，同時正面應對東日本大震災，呈現生者與往生者的距離。
《日本時報》的特約作家馬特·施利（英語：Matt Schley）讚譽電影的色彩和細緻流暢的手繪畫面、豐富的背景刻畫，稱新海誠雖然還沒有完全擺脫對偶爾的陳詞濫調或令人畏懼的對話台詞的依賴，但本作相較於新海以前的電影更成熟些，加著公路電影的設置讓事情以愉快的節奏進行，讓鈴芽有機會遇到一系列有趣的角色，旅途充滿情感衝擊，與2021年的日本電影《在車上》有一些有趣的相似之處，馬特評論關於新海是否「贏得」這部電影的高潮可能會引起爭論，原因是這讓人想起日本最近發生的真實事件，而電影裡關於該事件的重新創作則有點令人不安，但沒有紀錄片能達到這部電影的影響力，使得這部電影成為一個強有力的提醒。影評家杉本穗高則在日本文化網站Real Sound的撰文評論本作是一部認真思考回答了「生命的意義」問題的作品，稱作品裡出現許多被破壞的景觀，呈現孤獨感，電影裡表現出美麗的事物奪走生命的荒謬，以及那些在生命被奪走的風景中發現美的人的內心的荒謬，而這部電影有能力接受這個世界的不合理，讓人想在這個世界上富裕地生活一分鐘或一秒鐘，而不忘記失去。
日本綜合格鬥家暨YouTuber作家瓜田純士及其妻瓜田麗子批評本片的可看價值，瓜田純士批評此前對新海誠的《你的名字》、《天氣之子》觀感不佳，這次不但在觀影過程險些昏倒，而且電影無論從角色塑造、故事、畫面、音樂都無法產生共鳴，加上新海誠不懂女性的刻畫，作品實為如同「處女膜」般幼稚且需要珍惜，瓜田麗子則批判電影開頭的喘息聲、故事的深度、鈴芽在劇中的行動與芹澤過分寬容的個性，不利於教育，認為新海誠應將正確道德觀融入電影裡，兩者更總結新海誠的作品實屬糟糕。戲劇評論家成馬零一則評論本作鈴芽與草太的旅程時間安排與節奏過於緊湊，以至於故事結構更像是晨間劇的總集合，同時造成一些細節橋段被刪減的狀況。

#### 海外地區
《鈴芽之旅》獲得歐美影評界正面為主的評價，根据評論匯總网站爛番茄汇总的122篇评论文章，96%的评论家给予该作正面评价，平均打分为7.8分（满分10分）。该网站总结的评论家共识是“《鈴芽之旅》看起來略低於導演新海誠前幾部作品設定的標準，但當結果如此令人興奮和情感衝擊時，很難找到太多的錯誤。”Metacritic則根據27條評論，打出77分的加權平均分數（滿分100分），代表「普遍好評」。
《紐約》雜誌的影評人艾莉森·威爾摩爾（Alison Willmore）對新海誠將奇幻的冒險與當代細節融合的手法、場景和立足於當下的描繪讚譽有加，她在影評文章寫道，鈴芽的母親因為東日本大震災逝世，這背後是人口減少的漸進危機，對本片的結論為「《鈴芽之旅》可能不如《你的名字》那樣有效——當你的主要配對中有一半是一件傢俱時，這很難——但那是因為它真正的愛情故事是與日常生活的東西有關，這使得它幾乎難以忍受地吸引人，值得為之奮鬥。」。《動畫新聞網》的理查·伊森庇斯（Richard Eisenbeis）給予本片整體「A」級的評分，稱讚出色的人物、主題深刻的情節、優美的動畫、美妙的音樂，但評論本片與《你的名字》、《天氣之子》相同的總體情節結構，使這部電影的情節更容易預測。他還形容鈴芽在東京遇見的可怕形體，像是在高品質的作畫上疊加著廉價的CG效果。兩者的不協調感如此嚴重，以至於它在電影中最重要、最激動人心的時刻之一分散了觀眾的注意力，而這是新海誠在電影裡唯一在視覺動畫設計方面的失誤。《綜藝》的彼德·德布魯格（Peter Debruge）撰文寫道「在相對有趣的且易於理解的奇幻史詩中，應對現實世界的地震創傷」、「相較於新海誠早期的超級動畫史詩，它更有趣、更精簡」，讚譽電影的風景與光線的刻畫，但批評劇裡登場的蠕蟲型體看起來更蹩腳而不是威脅，總結本片為「一個少女在新海誠的感覺良好的災難電影中與巨型蠕蟲作戰」。《遠見雜誌》的作家魯皓平給予本片好評，稱讚畫面、聲音、劇情、角色塑造、幽默、對人情羈絆和人性救贖的刻畫，稱譽本片「一部充滿真摯情感、溫暖動人，絕對不能錯過的傑作。」
台灣心理學家兼作家海苔熊對電影裡呈現的心理議題給予正面評價，將本片解讀為有關鈴芽喪母造成的創傷後壓力症候群與逃避、和解、被拋棄、被重新撿回的故事，稱創傷後壓力症候群的性質如同劇中的蚯蚓會突如其來，造成巨大的傷害，也無法預期何時會出現，同時電影裡藉由鈴芽將與母親的記憶和創傷的門打開，再重新關閉以完成心理的「完形」，鈴芽拔起「要石」、最終將「要石」放回去，對她而言俱備重要的意義，像是人們治療心理創傷時會經歷翻出過去的回憶和經歷痛苦，甚至有被創傷吸進去的風險，都是為了尋找一條「回家的路」。《衛報》的影評作家彼得·布拉德肖在滿分五顆星裡給本片三顆星的評分，稱論道「可謂引人入勝、耐人尋味、令人眼花繚亂的作品：通常壯觀而美麗，就像一部科幻超自然災難電影或一篇關於自然和政治的文章，但又充滿了怪誕和異想天開的喜劇的獨特元素。」
偏向批評的評論中，香港作家湯禎兆批評新海誠其實仍沒有從「世界系」的創作風格「畢業」，稱新海誠儼然對「世界系」立場表裏不一視若無睹——即口說不認同，文本卻繼續重複。《The Film Stage》的埃利·弗列德柏格（Eli Friedberg）給本片「C」級的評價，詬病電影的敘事屈從於支持即將到來的不那麼有趣的情節劇災難，戲劇性地死去的親人、參差不齊的神話情節等項目，還有場景依賴於糟糕的溝通技巧、人為的誤解和文字超自然干擾的情節劇的經典設計，給劇本帶來更多功利和負擔，批評本片「提供了普遍缺乏重點或完全實現數十個善意想法中的任何一個」。《Little White Lies》的艾莉西亞·哈迪克（Alicia Haddick）讚美流暢而細緻的動畫效果、CG動畫與傳統動畫的結合、草太變成椅子形態的趣味性，但指稱幾乎沒有時間去了解母親逝世的失落是如何繼續影響女主角鈴芽、觀眾也很難理解變成椅子型態的草太的困境，稱道「新海誠的第三部故事片延續了他對一個意外打開魔法傳送門的少女的奇幻幻想，但未能產生與《你的名字》和《天氣之子》相同的影響力」、「對於一位以人際關係為中心的導演來說，在日本動畫領域創作一些關於浪漫和人際關係的最脆弱、最感人的故事，感覺像是一次罕見的失敗。在對 3.11 的全國悲痛進行了第三次打擊之後，也許是時候進行重建以獲得更偉大的東西了。」
本片於2023年4月被爛番茄列入該網站的「根據爛番茄評論家評比，100部影史最佳日本動畫電影」名冊，在該排行榜位居第10名。

### 榮譽

#### 日本國內
| 獎項                   | 頒獎日期       | 獎項類別                     | 提名或獲獎者       | 結果   | 參考來源        |
| ---------------------- | -------------- | ---------------------------- | ------------------ | ------ | --------------- |
| 第47屆報知電影獎       | 2022年11月30日 | 最佳動畫作品獎               | 《鈴芽之旅》       | 提名   | [ 152 ]         |
| 第77屆每日電影獎       | 2023年1月19日  | 最佳動畫電影                 | 《鈴芽之旅》       | 提名   | [ 153 ] [ 154 ] |
| 第77屆每日電影獎       | 2023年1月19日  | 大藤信郎賞                   | 《鈴芽之旅》       | 提名   | [ 153 ] [ 154 ] |
| 2023年VFX-JAPAN獎      | 2023年3月6日   | 劇場公開動畫電影部門最優秀賞 | 《鈴芽之旅》       | 獲獎   | [ 155 ]         |
| 日本文化廳             | 2023年3月9日   | 2022年度藝術類文部科學大臣獎 | 新海誠             | 獲獎   | [ 156 ]         |
| 第46屆日本電影學院獎   | 2023年3月15日  | 最佳動畫片獎                 | 《鈴芽之旅》       | 提名   | [ 19 ]          |
| 第46屆日本電影學院獎   | 2023年3月15日  | 最優秀音樂獎                 | RADWIMPS／陣内一真 | 獲獎   | [ 19 ]          |
| 第46屆日本電影學院獎   | 2023年3月15日  | 話題賞 演員部門              | 松村北斗           | 獲獎   | [ 19 ]          |
| 第30屆信每賞           | 2023年6月2日   | 第30屆記念特別賞             | 新海誠             | 獲獎   | [ 157 ]         |
| 星雲獎_(日本)          | 2023年8月5日   | 第54回星雲賞媒體部門         | 《鈴芽之旅》       | 提名   | [ 158 ]         |
| Newtype2022-2023動畫賞 | 2023年10月28日 | 最佳劇場版動畫長片獎         | 《鈴芽之旅》       | 第二名 | [ 159 ]         |
| 第18屆聲優獎           | 2024年3月9日   | 新人聲優獎                   | 原菜乃華           | 獲獎   | [ 160 ]         |
| 2024 U-NEXT排行榜      | 2024年12月6日  | 動畫出租版                   | 《鈴芽之旅》       | 第二名 | [ 161 ]         |

#### 國際
電影入圍柏林影展主競賽單元，此爲自《千与千寻》後日本動畫時隔21年再度入選柏林影展主競賽單元。本片入圍第96屆奧斯卡金像獎最佳動畫片角逐名單，但未能進入決選名冊。第51屆安妮獎和宮崎駿執導的入圍7項獎項提名，打破押井守的《攻殼機動隊》和細田守的《龍與雀斑公主》5項獎項提名記錄，成為歷年日本動畫電影入圍安妮獎的提名獎數新高紀錄。
| 獎項                               | 頒獎日期       | 獎項類別                      | 提名或獲獎者                 | 結果       | 參考來源               |
| ---------------------------------- | -------------- | ----------------------------- | ---------------------------- | ---------- | ---------------------- |
| 第73屆柏林影展                     | 2023年2月25日  | 金熊獎                        | 《鈴芽之旅》                 | 提名       | [ 165 ] [ 166 ]        |
| 紐約兒童國際影展（NYICFF）         | 2023年3月19日  |                               | 《鈴芽之旅》                 | 入選       | [ 167 ]                |
| 布魯塞爾國際奇幻影展               | 2023年4月23日  | 銀鴉獎 (國際競爭項目)         | 《鈴芽之旅》                 | 獲獎       | [ 168 ] [ 169 ]        |
| 世界電影原聲學會                   | 2023年10月21日 | 年度原聲帶獎                  | RADWIMPS、陣內一真           | 提名       | [ 170 ]                |
| 亞洲太平洋電影獎                   | 2023年11月03日 | 最佳動畫片獎                  | 《鈴芽之旅》                 | 提名       | [ 171 ]                |
| 評論家選擇協會電影和電視慶典       | 2023年12月04日 | 國際動畫獎                    | 新海誠                       | 獲獎       | [ 172 ]                |
| 印第安納電影記者協會獎             | 2023年12月17日 | 最佳動畫片獎                  | 《鈴芽之旅》                 | 提名       | [ 173 ]                |
| 印第安納電影記者協會獎             | 2023年12月17日 | 最佳外語片獎                  | 《鈴芽之旅》                 | 提名       | [ 173 ]                |
| 佛羅里達影評人協會獎               | 2023年12月21日 | 最佳動畫片獎                  | 《鈴芽之旅》                 | 提名       | [ 174 ]                |
| 阿斯特拉電影獎                     | 2024年1月7日   | 最佳動畫片獎                  | 《鈴芽之旅》                 | 提名       | [ 175 ]                |
| 金球獎                             | 2024年1月7日   | 最佳動畫片獎                  | 《鈴芽之旅》                 | 提名       | [ 176 ]                |
| 西雅圖影評人協會獎                 | 2024年1月7日   | 最佳動畫片獎                  | 《鈴芽之旅》                 | 提名       | [ 177 ]                |
| Gold House年度金榜                 | 2024年1月10日  | 最佳動畫片獎                  | 《鈴芽之旅》                 | 榮譽提名獎 | [ 178 ]                |
| 金番茄獎                           | 2024年1月12日  | 最佳動畫片獎                  | 《鈴芽之旅》                 | 第四名     | [ 179 ]                |
| 倫敦影評人協會獎                   | 2024年2月4日   | 最佳動畫片獎                  | 《鈴芽之旅》                 | 提名       | [ 180 ]                |
| 土星獎                             | 2024年2月4日   | 最佳動畫片獎                  | 《鈴芽之旅》                 | 提名       | [ 181 ] [ 182 ]        |
| 國際影迷協會獎                     | 2024年2月10日  | 最佳動畫片獎                  | 《鈴芽之旅》                 | 提名       | [ 183 ]                |
| 第51屆安妮獎                       | 2024年2月17日  | 最佳動畫片獎                  | 《鈴芽之旅》                 | 提名       | [ 20 ] [ 184 ] [ 185 ] |
| 第51屆安妮獎                       | 2024年2月17日  | 最佳電影特效獎                | 土屋堅一、瀨下寬之           | 提名       | [ 20 ] [ 184 ] [ 185 ] |
| 第51屆安妮獎                       | 2024年2月17日  | 最佳電影角色動畫獎            | 土屋堅一                     | 提名       | [ 20 ] [ 184 ] [ 185 ] |
| 第51屆安妮獎                       | 2024年2月17日  | 最佳電影音樂獎                | RADWIMPS、陣內一真           | 提名       | [ 20 ] [ 184 ] [ 185 ] |
| 第51屆安妮獎                       | 2024年2月17日  | 最佳電影分鏡獎                | 新海誠                       | 提名       | [ 20 ] [ 184 ] [ 185 ] |
| 第51屆安妮獎                       | 2024年2月17日  | 最佳電影配音演出獎            | 松村北斗                     | 提名       | [ 20 ] [ 184 ] [ 185 ] |
| 第51屆安妮獎                       | 2024年2月17日  | 最佳電影編劇獎                | 新海誠                       | 提名       | [ 20 ] [ 184 ] [ 185 ] |
| Crunchyroll動畫獎                  | 2024年3月2日   | 最佳電影                      | 《鈴芽之旅》                 | 獲獎       | [ 186 ]                |
| Crunchyroll動畫獎                  | 2024年3月2日   | 最佳動畫歌曲                  | RADWIMPS feat.十明《Suzume》 | 提名       | [ 186 ]                |
| Crunchyroll動畫獎                  | 2024年3月2日   | 最佳配樂                      | 《鈴芽之旅》                 | 提名       | [ 186 ]                |
| Crunchyroll動畫獎                  | 2024年3月2日   | 最佳聲音演員表現-拉丁西班牙語 | Nycolle González (岩戶鈴芽)  | 提名       | [ 186 ]                |
| Crunchyroll動畫獎                  | 2024年3月2日   | 最佳聲音演員表現-德語         | Emilia Raschewski (岩戶鈴芽) | 提名       | [ 186 ]                |
| Crunchyroll動畫獎                  | 2024年3月2日   | 最佳聲音演員表現-法語         | Levanah Solomon (岩戶鈴芽)   | 提名       | [ 186 ]                |
| 衛星獎                             | 2024年3月3日   | 最佳動畫、混和媒體電影獎      | 《鈴芽之旅》                 | 提名       | [ 187 ]                |
| 動畫趨勢獎（Anime Trending Award） | 2024年3月10日  | 年度動畫電影獎                | 《鈴芽之旅》                 | 提名       | [ 188 ]                |
| 金達摩獎                           | 2024年7月12日  | 最佳原創配樂獎                | 《鈴芽之旅》                 | 獲獎       | [ 189 ]                |

### 現實影響
電影陸續發佈預告片和上映後，開始出現觀眾和遊客朝聖觀光電影裡登場的取景地點、甚至仿傚電影片段的現象，其中作為取景地點之一的愛媛八幡濱市，因為當地的女高中生觀看預告片後，不但擺出與影片相同的姿勢，在大樓前拍了一張照片，還發佈在該市的官方Instagram賬號上，在一個多月的期間獲得了580個按讚人數與收到縣外的評論，令該城市政策推進課城市推進課科長兵頭亮做出回應，稱對電影的影響力感到驚訝。愛媛當地除了在新航站樓展示拆除前建築物的照片，努力提高認知度之外，還計畫將主角造訪的地方上傳到社群網站，致力於打造遊客的觀光動線，同時顧及大批影迷可能爭相趕往電影舞台而造成的混亂，愛媛市政府發佈公告，呼籲朝聖遊客不要在公共道路上放置椅子或模仿影片坐在道路上，給當地住戶帶來不便或阻礙交通。電影裡因為出現和位於岩手縣山田町的三陸鐵道谷灣線織笠站相似的風景，吸引遊客前往該處觀光，作為町政策企劃科的川守田正人課長則對此表示，希望透過聖地巡禮促進當地的活化。
作為取景地之一的宮崎縣日南市，當地小學大堂津小學則受電影啟發，仿效電影標題舉行「疾病的門鎖」（病気の戸締まり）的活動，讓學童們利用休息時間，將自己知道的疾病名稱和預防措施寫在紙上，貼在特製的紙門，藉此向學童推廣預防疾病的措施與健康知識。座落大分縣玖珠町的舊豊後森機關庫則經由當地町観光協會與玖珠美山高校的美術部員協助，打造電影裡登場的「後門」造型景點，藉此吸引觀光人潮。
電影在中國大陸上映後，陸續出現觀眾在電影院拍攝電影相關畫面、甚至將盜拍照片發佈在新海誠推特文章留言的事件，觀影民眾盜拍的舉動，引起部分大陸網民在微博發文批評，指謫盜攝觀眾的觀影素質低落和侵犯著作權。電影在日本地區下檔後，長野縣佐久市當地唯一的電影院「佐久Am Cinema （日语：佐久アムシネマ）」因為預定在2023年9月14日終止營業，為了感謝長年光顧的顧客與數度在該電影院宣傳電影作品的新海誠，安排從2023年8月18日開始複映《言葉之庭》、《你的名字》、《天氣之子》、《鈴芽之旅》共計4部電影，到閉館日爲止每週放映一部作品。
這部電影同時為擔綱女主角岩戶鈴芽聲演的原菜乃華帶來事業正面影響，原菜乃華因為女主角岩戶鈴芽配音而名聲遠揚，後續被選為電影版《勿說是推理》的女主角狩集汐路人選。為男主角配音的松村北斗則因為出演該片，成為繼參演《千年女優》在第31屆安妮獎獲獎的莊司美代子後，第二位在安妮獎獲得配音演出獎提名的日本人。
2024年8月8日，作為電影取材地的宮崎縣發生最大震度6弱的2024年日向灘地震，精研都市傳說的作家天野統康稱《鈴芽之旅》電影描繪的地震，在震度、發生時間點和該次地震有相近處，地震研究機關「株式会社麒麟地震研究所」所長山村賢司針對天野的言論提出反駁，同時否定電影本身為「預言電影」的論點，指稱宮崎縣本身便是地震頻繁之處，而電影取景的東北地區也常發生地震，當中風險最高的是三陸沿岸太平洋板塊的外隆地震。

## 後續餘波

### 相關活動
2023年4月19日至5月8日，《鈴芽之旅》於松屋銀座8樓的展覽區域，舉辦國內電影巡迴展覽的首展，會場除了展出畫稿、分鏡、美術背景等製作資料外，還販售東京展覽場次限定的電影週邊商品，北海道札幌地區的展覽排定於2023年5月26日至6月18日，在大阪、石川縣金澤市、福岡也有設置展覽。鳥取縣的展覽場次定於2023年10月7日至11月5日，在米子天滿屋進行展覽。同年12月20日至12月22日，中國的IP營運公司GuGuGuGu在上海舉辦電影展覽活動。岩手縣的展期則排定在2024年3月15日至4月7日。
2024年8月15日至9月17日，《鈴芽之旅》巡迴展覽排定於台灣台北市新光三越台北南西店一館 9F 活動會館進行期間限定展覽。

## 周邊媒體

### 小說
2022年5月17日，官網釋出消息，宣布由新海誠本人撰寫的小說，將於2022年8月24日由角川文庫發售。2022年11月8日，小說銷售量突破35萬冊，同時舉行書店店面展示比賽和原菜乃華簽名會，紀伊國屋書店新宿本店於11月11日至11月30日推出參與式留言板。電影也和線上音樂串流媒體平台Spotify合作，推出本作飾演鈴芽的原菜乃華朗讀原作小說的語音內容。
2023年1月18日，以劇中角色芹澤朋也為主角的外傳小說《剎那間的水面～芹澤的故事～》（日语：すずめの戸締まり～芹澤のものがたり～）正式發行。後續推出以岩戶環為主要敘事者的小說《鈴芽之旅～環的物語～》（日语：すずめの戸締まり～環のものがたり～）。
《小說 鈴芽之旅》（作者：新海誠（角川文庫））
| KADOKAWA      | KADOKAWA               | 台灣角川      | 台灣角川               | 天闻角川     | 天闻角川               | 角川平方      | 角川平方           |
| 發售日期      | ISBN                   | 發售日期      | ISBN                   | 發售日期     | ISBN                   | 發售日期      | ISBN               |
| ------------- | ---------------------- | ------------- | ---------------------- | ------------ | ---------------------- | ------------- | ------------------ |
| 2022年8月24日 | ISBN 978-4-04-112679-0 | 2023年4月28日 | ISBN 978-626-352-277-0 | 2023年2月5日 | ISBN 978-7-5133-5097-6 | 2023年2月14日 | ISBN 9786297522364 |

### 漫畫
2022年10月25日，官方推特釋出漫畫版在《月刊Afternoon》2022年12月號（10月24日發售）開始連載的消息，由甘島傳記（甘島伝記）作畫。
| 集數 | 講談社        | 講談社                 | 台灣角川      | 台灣角川           | 天闻角川    | 天闻角川               |
| 集數 | 發售日期      | ISBN                   | 發售日期      | ISBN               | 發售日期    | ISBN                   |
| ---- | ------------- | ---------------------- | ------------- | ------------------ | ----------- | ---------------------- |
| 1    | 2023年3月23日 | ISBN 978-4-06-530880-6 | 2024年2月20日 | ISBN 9786263784420 | 2024年5月上 | ISBN 978-7-5740-1065-9 |
| 2    | 2023年9月22日 | ISBN 978-4-06-532975-7 | 2025年2月6日  | ISBN 9786264151351 |             |                        |
| 3    | 2024年2月22日 | ISBN 978-4-06-534603-7 | 2025年2月6日  | ISBN 9786264151368 |             |                        |

### 繪本
日本麥當勞作為兒童套餐的附贈禮發行，2022年11月4日於少數分店除外的店鋪發行前傳繪本《鈴芽的椅子》（すずめといす）。繪製者為海島千本。

### 美術畫集、分鏡集
2023年4月17日，宣布於2023年5月1日發行電影的美術設定集，收錄電影登場的美術背景、創作者的評論、對導演新海誠和美術指導丹治匠的採訪、製作資料等。
| 集數 | KADOKAWA     | KADOKAWA               |
| 集數 | 發售日期     | ISBN                   |
| ---- | ------------ | ---------------------- |
| 1    | 2023年5月1日 | ISBN 978-4-04-681917-8 |

2023年8月，宣布同年9月20日發行分鏡集，附錄新海誠訪談與副導演三木陽子的會議備忘錄與評語

### 藍光光碟和DVD
2023年5月27日，電影官方推特公佈於同年9月20日發行藍光光碟和DVD，附錄總長超過12小時的特輯，包含針對參演演員和製作人員的訪談、幕後製作花絮、製作設計圖、未使用的語音、新海誠與追蹤東日本大震災後續的新聞主播膳場貴子的訪談紀錄，活動記錄剪輯影音、精簡版腳本、特典小說《環的物語》和《芹澤物語》、草稿圖等。

## 備註
1. 1 2  亞洲地區以外
2. ↑  路画影视协助推广
3. ↑  2月25至28日搶先場
4. ↑  2月25至26日優先場
5. ↑  日语原标题中为女主角名字“铃芽”的平假名；为名词，意为关门、上锁等[14]。原标题可直译为“铃芽的锁门”。在官方正式确定译名前，人们常用“铃芽的门锁”作为暂译名称。车库娱乐在一次会议上表示，最初也考虑使用“铃芽的门锁”作为官方片名，但日方持保留态度。在此期间，中国大陆公布了将使用“铃芽小姐来锁门”的译名，这让日方感到惊恐不安。经过多次沟通和讨论，最终决定使用“铃芽之旅”作为官方片名，以呼应电影剧情中铃芽展开的惊险旅程，并延续《你的名字。》和《天气之子》的中文四字片名。[15]
6. ↑  和宮崎駿執導的為唯二入圍該屆金球獎最佳動畫獎的日本動畫電影
7. ↑  亦即最優秀動畫獎提名，日本電影學院獎將除了最優秀動畫獎以外的入圍作品全列為優秀動畫獎[19]。
8. ↑  在劇中藉由角色們的對話可得知東日本震災已經是12年前的事情，而在電影本篇中，共有幾個場景中為鈴芽操作手機的畫面，在那些場景中的日期逆推，可以得知是故事發生的時間為2023年9月25日。
9. ↑  電影版鏡頭顯示鈴芽的住家房間，增加許多關於看護知識的書籍。
10. 1 2  雖然阿姨岩戶環説話帶宮崎腔，鈴芽則沒有說宮崎方言和出生地的東北方言，幾乎只説標準語（不過與宮崎縣的同學聊天時，有時也會說當地方言）。
11. ↑  在2010年迎來了4歲生日的時候，從母親岩戶椿芽那裡得到了一張手工製作的椅子作為禮物，那時候的喜悅被記錄在日記中（小說版，第216頁）。
12. ↑  根據小說版的敘述，鈴芽和草太的旅途從宮崎縣開始，分別路經愛媛、神戶、東京新幹線、千葉縣、茨城縣、福島縣、宮城縣。
13. ↑  鈴芽4歲時曾於震災後的老家中，無意中打開一扇門，並接觸到常世，這扇門成爲鈴芽唯一的後門。因此，多年後17歲的鈴芽要進入常世拯救草太，需要返回老家找回這扇後門。
14. ↑  4歲時鈴芽曾誤入常世，多年後17歲的鈴芽為拯救草太進入常世，因此跨越時空的兩位鈴芽得以並存。小説版中提到，17歲的鈴芽正好把頭髮留到與其母親當時一樣長，因此在4歲的自己眼中，以及此後的夢境中，將長大後的自己誤認爲是母親。
15. ↑  在鈴芽看來，景像為震災後被海嘯席卷且發生大火的故鄉，根據小説版本，這是鈴芽當時目睹的故鄉災區場景，一直埋藏於鈴芽記憶深處卻沒法忘記。
16. ↑  與《鈴芽 feat.十明》為同曲不同詞。

## 外部連結
- 官方网站  （日語）
- 鈴芽之旅的X（前Twitter）  （日語）
- 鈴芽之旅的Instagram帳戶  （日語）
- 鈴芽之旅（movie）在動畫新聞網百科全書中的資料（英文）
- 互联网电影数据库（IMDb）上《鈴芽之旅》的资料（英文）
- Box Office Mojo上《鈴芽之旅》的資料（英文）
- 爛番茄上《鈴芽之旅》的資料（英文）
- Metacritic上《鈴芽之旅》的資料（英文）
- 豆瓣电影上《鈴芽之旅》的資料 （简体中文）